# Вольф, Ярослав
Ярослав Вольф (чеш. Jaroslav Volf; 8 августа 1933, Кладно, Чехословакия — 13 декабря 1990, Чехословакия) — чехословацкий тренер и хоккеист, нападающий. Известен по выступлениям за клуб «Кладно». Лучший бомбардир чемпионата Чехословакии 1963 года (28 шайб).

## Биография
Ярослав Вольф родился 8 августа 1933 года в Кладно. В чемпионатах Чехословакии отыграл 13 сезонов, провёл около 300 матчей, забил 197 голов. В 1959 году стал чемпионом Чехословакии в составе родного клуба «Кладно». За «Кладно» всего провёл 491 матч, забил 243 гола (в том числе в чемпионатах Чехословакии 283 игры, 195 шайб). В 1963 году стал лучшим бомбардиром Чехословацкой лиги, забросив 28 шайб.
В составе сборной Чехословакии стал бронзовым призёром чемпионата мира 1959 года. Всего за сборную сыграл 29 матчей, забил 13 голов.
После окончания игровой карьеры стал тренером. Тренировал «Стадион Либерец», «ТЕ Готтвальдов», «Польди Кладно» и пражскую «Спарту». В 1975, 1976 и 1977 годах приводил «Кладно» к победе в чемпионате Чехословакии.
Из-за проблем с сердцем умер 13 декабря 1990 года в возрасте 57 лет.
Является членом зала славы хоккея Кладно.

## Достижения

### Игрок

#### Командные
Чемпион Чехословакии 1959
 Бронзовый призёр чемпионата мира 1959

#### Личные
- Лучший бомбардир чемпионата Чехословакии 1963

### Тренер
Чемпион Чехословакии 1975, 1976, 1977